# Jo Byeong-hyeon
Jo Byeong-hyeon (조병현?; Seul, 1932) è un ex cestista sudcoreano.

## Carriera
Con la Corea del Sud ha disputato i Giochi olimpici di Melbourne 1956.